# Renault Sport

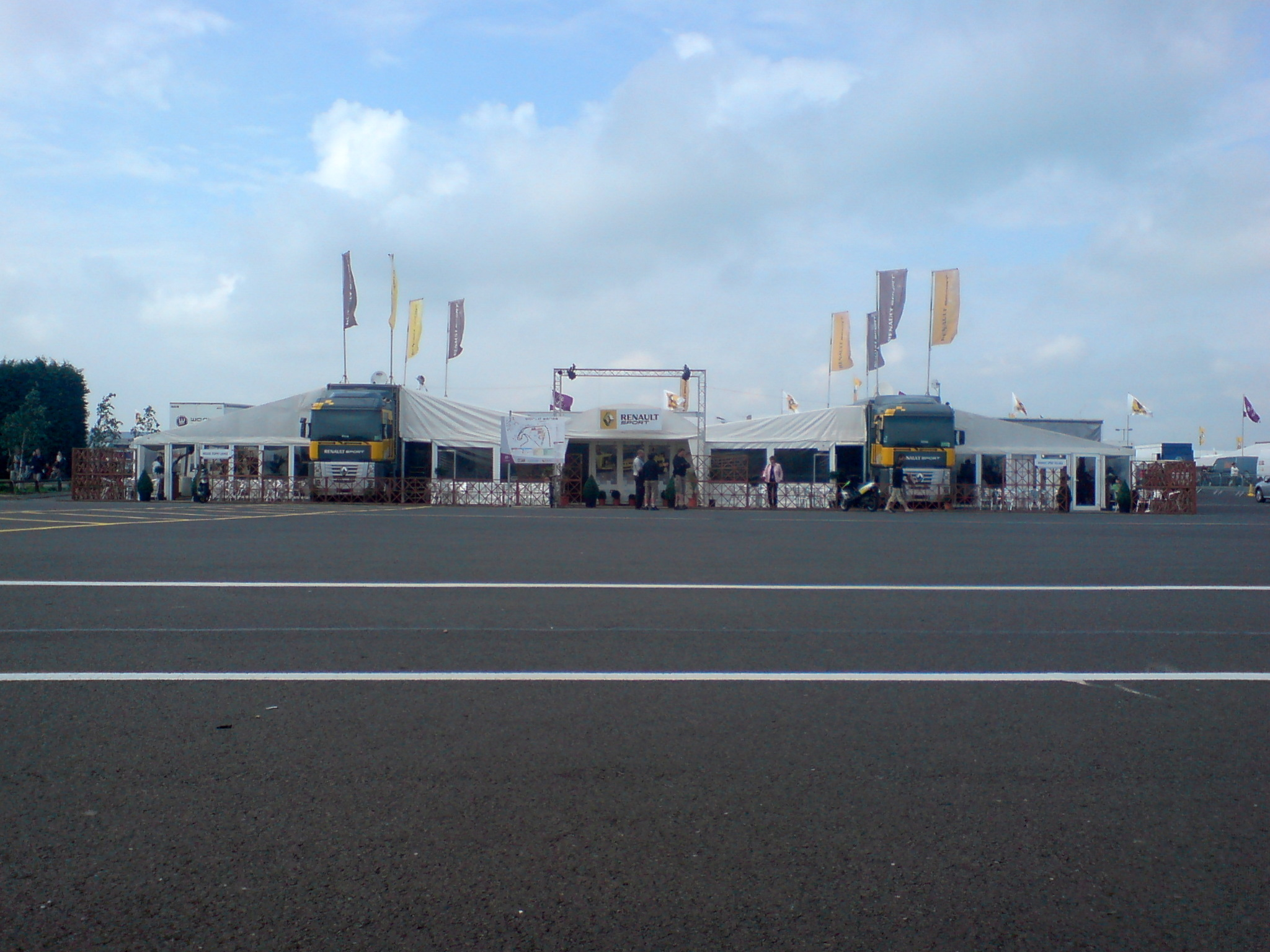
Box de Renault Sport en la World Series by Renault.

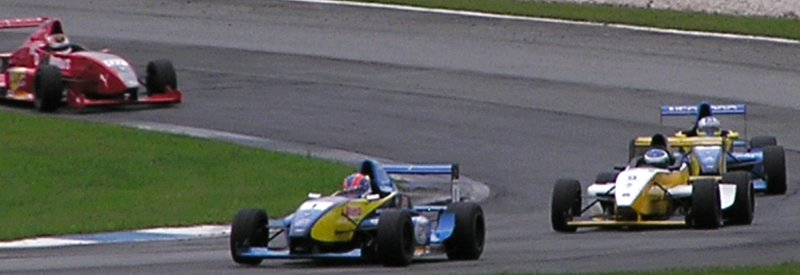
Fórmula Renault Brasil.

Para el equipo de Fórmula 1, véase Renault F1 Team.
Renault Sport Technologies (más conocido como Renault Sport, Renaultsport o RST) es la división francesa de automovilismo de Renault. Esta fue la responsable de la entrada en el automovilismo de Renault durante los años 1970, incluyendo su victoria en las 24 Horas de Le Mans de 1978 con el Alpine A442.
Es importante destacar que el antiguo equipo de Fórmula 1 de Renault, Renault F1 Team, no formaba parte de Renault Sport. Este equipo se encuentra en la Temporada 2016 de Fórmula 1 .

## Organización
- Desarrollo de automóviles deportivos limitados en colaboración con Automobiles Alpine, como el Renault Mégane RS o el Renault Clio V6.
- Competición en campeonatos automovilísticos (exceptuando la Fórmula 1), por ejemplo:
  - Campeonato Mundial de Rally entre (1982 - 1987) y otros campeonatos nacionales de rally.
  - Organización de modelos únicos de competición
- Renault Merchandising - Para la venta de material relacionado con Renault.
- Accionistas en SMA; una empresa dedicada a los motores de avión, una alianza de RST, EADS y SAFRAN.

## Campeonato Mundial de Rally

### Trayectoria
| Temporada           | Piloto            | Vehículo             | Pruebas Victorias | Posición final | Campeo. Construc. |
| ------------------- | ----------------- | -------------------- | ----------------- | -------------- | ----------------- |
| Philips Renault Elf |                   |                      |                   |                |                   |
| 1987                | Francois Chatriot | Renault 11 Turbo     | 5 / 0             | 13º            | 3º                |
| 1987                | Jean Ragnotti     | Renault 11 Turbo     | 5 / 0             | 5º             | 3º                |
| Renault Elf Philips |                   |                      |                   |                |                   |
| 1986                | Jean Ragnotti     | Renault 11 Turbo     | 1 / 0             | 24º            | 7º                |
| 1985                | Jean Ragnotti     | Renault 5 Maxi Turbo | 1 / 1             | 13º            | 6º                |
| Renault Elf         |                   |                      |                   |                |                   |
| 1983                | Jean Ragnotti     | Renault 5 Turbo      | 3 / 0             | 35º            | 5º                |
| Renault Sport       |                   |                      |                   |                |                   |
| 1982                | Jean Ragnotti     | Renault 5 Turbo      | 2 / 1             | 10.º           | 6º                |
| 1982                | Bruno Saby        | Renault 5 Turbo      | 1 / 0             | 9º             | 6º                |